# Johannes Orphanotrophos

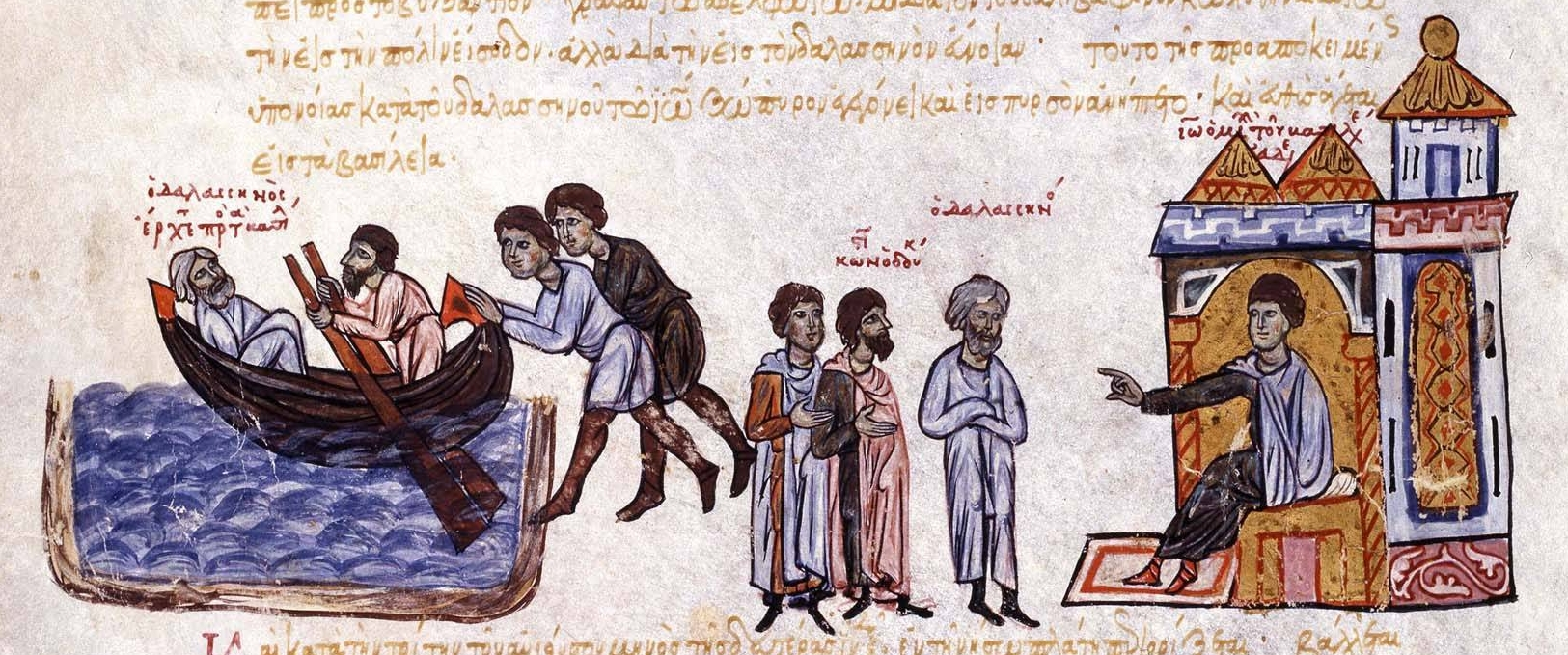
Johannes Orphanotrophos verbannt Konstantin Dalassenos auf die Insel Plati. Miniatur aus der Madrider Bilderhandschrift des Skylitzes

Johannes Orphanotrophos war ein Eunuch im byzantinischen Reich, der unter den Kaisern Konstantin VIII. (regierte 1025–1028) und Romanos III. (regierte 1028–1034) zum Minister und Parakoimomenos aufgestiegen war.

## Leben
Johannes führte seinen Bruder Michael (genannt der Paphlagonier) als Leiter des staatlichen Waisenhauses und als Kammerherrn bei der Kaiserin Zoe, der Tochter Konstantins und Ehefrau Romanos’, ein, wohl um seine Macht abzusichern. Zoe verliebte sich in Michael, ermordete ihren Ehemann, heiratete den Geliebten und setzte ihn als Michael IV. (regierte 1034–1041) auf den Thron.
Michael war von schwachem Charakter, litt an Epilepsie und überließ die Regierung seinem Bruder. Johannes’ Armee- und Finanzreform stellte für eine Weile die Stärke des Reiches wieder her. An der Ostgrenze wurde die wichtige Stadt Edessa nach einer langen Belagerung erobert. Im Westen wurden die Sarazenen durch Georg Maniakes aus Sizilien vertrieben (1038–1040), verschiedene Unternehmungen gegen die süditalienischen Normannen verliefen hingegen verlustreich, und auch die Insel selbst ging nach Maniakes’ Rückruf (1041) bald wieder verloren.
Im Norden wagten die Serben 1040 einen erfolgreichen Aufstand. Weit gefährlichere Revolten der Bulgaren und anderer Slawen, die die Städte Thrakiens und Makedoniens bedrohten, wurden dagegen mit einem triumphalen Feldzug, den der Kaiser selbst kurz vor seinem Tod unternahm, unterdrückt.
Johannes gelang es, seinen und des Kaisers Neffen, der ebenfalls Michael hieß und Kalaphates, der Abdichter, nach einer früheren Tätigkeit seines Vaters genannt wurde, von Zoe adoptieren zu lassen. Dieser folgte am 10. Dezember 1041 seinem verstorbenen Onkel als Michael V. auf den Thron.
Eine der ersten Amtshandlungen des neuen Kaisers war es, Johannes Orphanotrophos in ein Kloster zu schicken.